# Les Jeux des nuages et de la pluie
Pour plus de détails, voir Fiche technique et Distribution.
Les Jeux des nuages et de la pluie est le premier long métrage réalisé par Benjamin de Lajarte sorti le 9 janvier 2013.

## Synopsis
Au cœur d'une nuit orageuse, un détective américain, un cadre chinois et son épouse, une serveuse et un couple de magiciens vont devenir les héros d’une histoire singulière et mouvementée. Tous vont jouer leurs destins en l’espace de 24 heures...

## Fiche technique
- Titre : Les Jeux des nuages et de la pluie
- Titre international : Games of Clouds & Rain
- Réalisation et scénario : Benjamin de Lajarte
- Musique : Marc Chouarain
- Photographie : Frédéric Serve
- Montage : Anne Souriau
- Son : Guillaume Leriche, Claire Anne Largeron, Rosalie Revoyre et Xavier Griette
- Décors et costumes : Françoise Arnaud
- Effets visuels et génériques : Def2shoot
- Matériel de tournage : Panavision Alga et Groupe TSF
- Production : Anthony Doncque
  - Production associée : Miléna Poylo et Gilles Sacuto
- Société de production : TS Productions, Qualia Films, Canal+ avec le soutien du CNC, des régions Aquitaine[1] et Île-de-France et de la Soficinéma 8
- Société de distribution : Rezo Films (France et ventes internationales)
- Budget : 2 millions d'euros
- Pays de production :  France
- Langues originales : français, anglais et chinois (cantonais)
- Format : couleur - 2.35:1 - Cinemascope
- Durée : 90 minutes
- Genre : comédie dramatique, choral
- Date de sortie : 9 janvier 2013
- Date de sortie DVD et VOD : 20 août 2013
- Box-office France : 1 022 entrées[2]

## Distribution
- Simon Yam : Lao Sheng
- Alain Chamfort : Simon Wagner
- Audrey Dana : Ninon
- Hiam Abbass: Blanche Wagner
- Li Heling : Li Qin
- John Mc Lean : Jones
- Yves Pignot : le directeur du théâtre
- Hassam Ghancy : Lamarque
- Jean-Claude Deret : le vieil homme
- Yucheng Sun : Wang
- Bousny Luang-Phinith : le patron chinois
- Nathan Atlan : Benoît
- Jack Garfein : Westwood, le patron de Jones (voix)
- Vytas Kraujelis : le régisseur
- Raphaël Beauville : Roland
- Marie Caillois : employée pharmacie
- Delphine Rich : la pharmacienne
- Pierre Chevallier : chauffeur de taxi 1
- Romain Nozak : chauffeur de taxi 2
- Benjamin de Lajarte : le magicien sur scène
- Naël Marandin : Benjamin (voix)
- Daniel Njo Lobé : Tradutel 1 (voix)
- Selim Azzazi : Tradutel 2 (voix)
- Lise Lalande : Nathalie (voix)
- Lison Riess : hôtesse Tradutel (voix)

## Autour du film
- Pour certains décors et leur éclairage, le réalisateur, le chef opérateur du film et la chef décoratrice se sont inspirés des tableaux du peintre new-yorkais Edward Hopper.
- C’est la première apparition de  Simon Yam – acteur emblématique du cinéma de Hong Kong[3] - dans un film européen. C’est aussi le premier rôle d’Alain Chamfort au cinéma[4].
- La voix de Westwood (le patron de Jones) est celle de Jack Garfein, lui-même réalisateur de Demain ce seront des hommes et qui fut le fondateur de l’Actors Studio de Los Angeles.
- Le nom de la station-étape – que l’on peut apercevoir plusieurs fois dans le film - est Mc Lean’s. C’est un hommage à John Mc Lean, l’acteur américain qui interprète le personnage de Jones.
- Le réalisateur Benjamin de Lajarte fait un caméo : lors de la scène où Simon et Blanche Wagner apparaissent la première fois sur scène, il joue l’animateur qui enlève le rideau.
- L'orchestre accompagnant le film est le Paris Symphonic Orchestra.

## Lieux de tournage
- Paris (Siège du Parti communiste français, Hôtel Westin, aéroport Charles de Gaulle) - source : générique
- Seine-et-Marne (Lésigny, Férolles-Attilly)
- Dordogne[5] (Sourzac, Mussidan, Saint-Médard-de-Mussidan)

## Musiques additionnelles
- Concerto L'hiver des Quatre saisons de Vivaldi
- Al Green :
  - Belle
  - Love and happiness
- Edwin Starr - You beat me to the punch

Liste non exhaustive

## Distinctions
- Trophée du premier scénario (Centre national de la cinématographie)[6]
- sélectionné au Festival French Cinepanorama de Hong-Kong (édition 2013)[7]